# Емейл-бомба
«Емейл-бомба» (англ. email-bomb) — простой и незатейливый способ кибератаки, суть которого заключается в нарушении нормальной работы электронной почты адресата путём забрасывания его почтового адреса сообщениями большого объёма или в больших количествах. Является одним из вариантов DoS-атаки, может осуществляться многократной отправкой одного и того же сообщения снова и снова. Для тех, кто пользуется платными почтовыми сервисами, такая атака может привести к повышению их стоимости.

## Описание  BAHICH
Использование «емейл-бомб» основано на том, что принятые сообщения как правило хранятся локально на жёстком диске почтового сервера до тех пор, пока не произойдёт их выгрузка назначенному адресату. Если адресат не забирает свою почту с сервера, то со временем её объём занимает всё свободное место на жёстком диске, что может парализовать работу сервера или привести к отказу в обслуживании.
Для эффективной реализации этого вида атаки достаточно воспользоваться прокси-службами, которых много в Интернете. Нередко эти службы даже не требуют авторизации для рассылки. В дополнение к ним в публичном доступе имеются программные утилиты, с помощью которых имеется возможность заваливать выбранные почтовые ящики емейл-бомбами в автоматическом режиме (например Doomsday или Mail Bomber под MS Windows).